# プロボ (ユタ州)

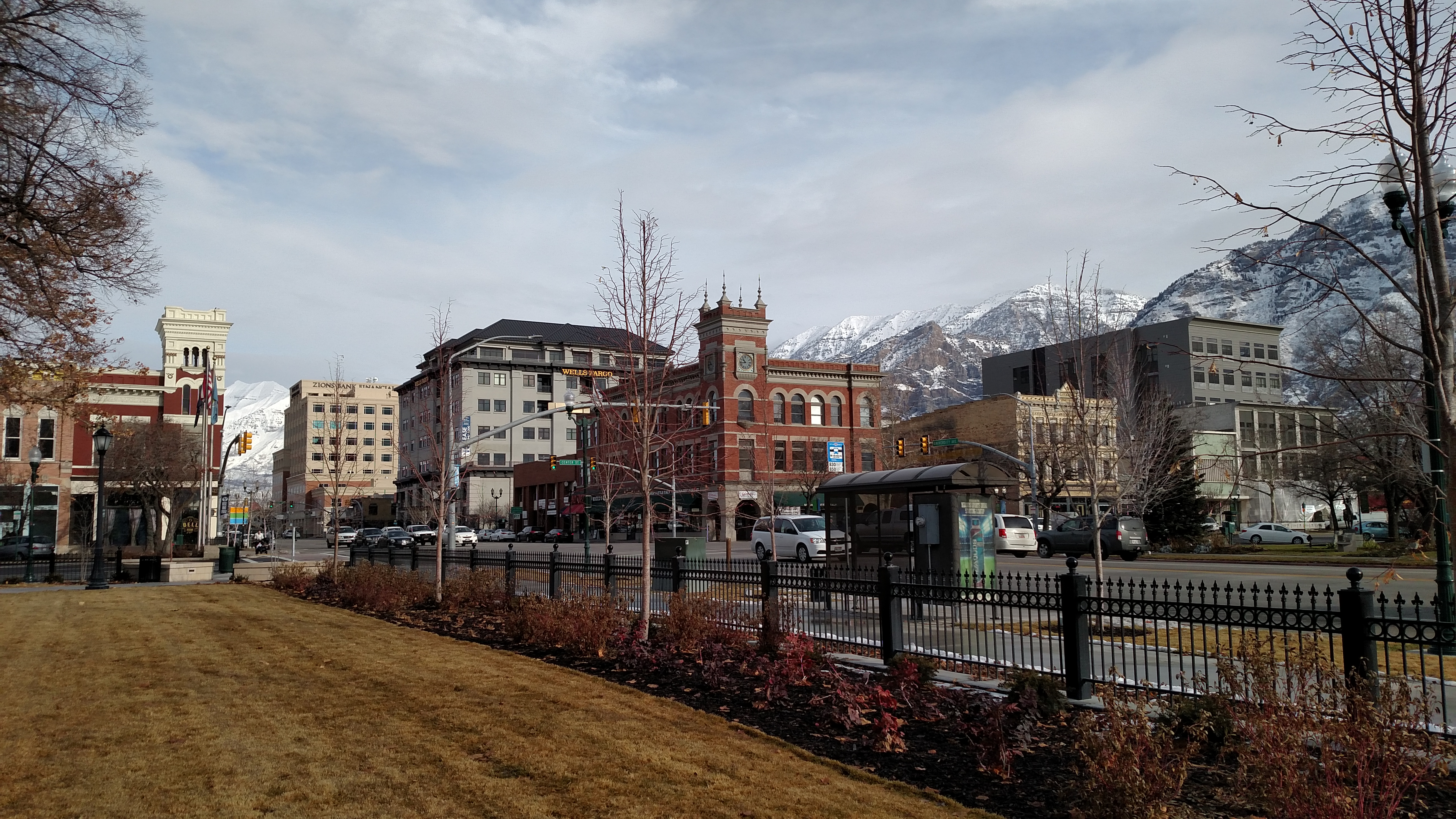
ダウンタウン

プロボ（Provo）は、アメリカ合衆国ユタ州にある都市。ユタ郡の郡庁所在地である。人口は11万5162人（2020年）で州第4の規模である。ソルトレイクシティの南80キロメートルに位置している。北のオレム市と南のスプリングヴィール市の間にある。ブリガムヤング大学の大学都市として有名である。市民に規律が重んじられていることから治安は極めて良好であり、モーガン・ウィットノー社が発表した2015年の治安が良好な都市で、全米で5位を記録している（数値が発表された都市では最高順位）。

## 歴史
1849年にソルトレイクシティから来た33家のモルモン開拓者の家族によって設立された。最初は「ユタ要塞」と名付けたが、エティエン・プロボストというカナダ人の名をとって、1850年にプロボ市になった。
ソフトウェア会社のノベルはオレム市で組織されたが、後にプロボ市に移った。今は2000人を雇っている。

## 地理

ユタ郡内の位置

プロボの座標は 北緯40度14分40秒 西経111度39分39秒 / 北緯40.24444度 西経111.66083度 (40.244421, -111.660804)である。標高1,387メートルでUtah Valleyに位置する。
アメリカ合衆国統計局によると、プロボは総面積108.2 km² (41.8 mi²) である。このうち102.7 km² (39.6 mi²) が陸地で5.14% の 5.6 km² (2.2 mi²) が水域となっている。

## 交通

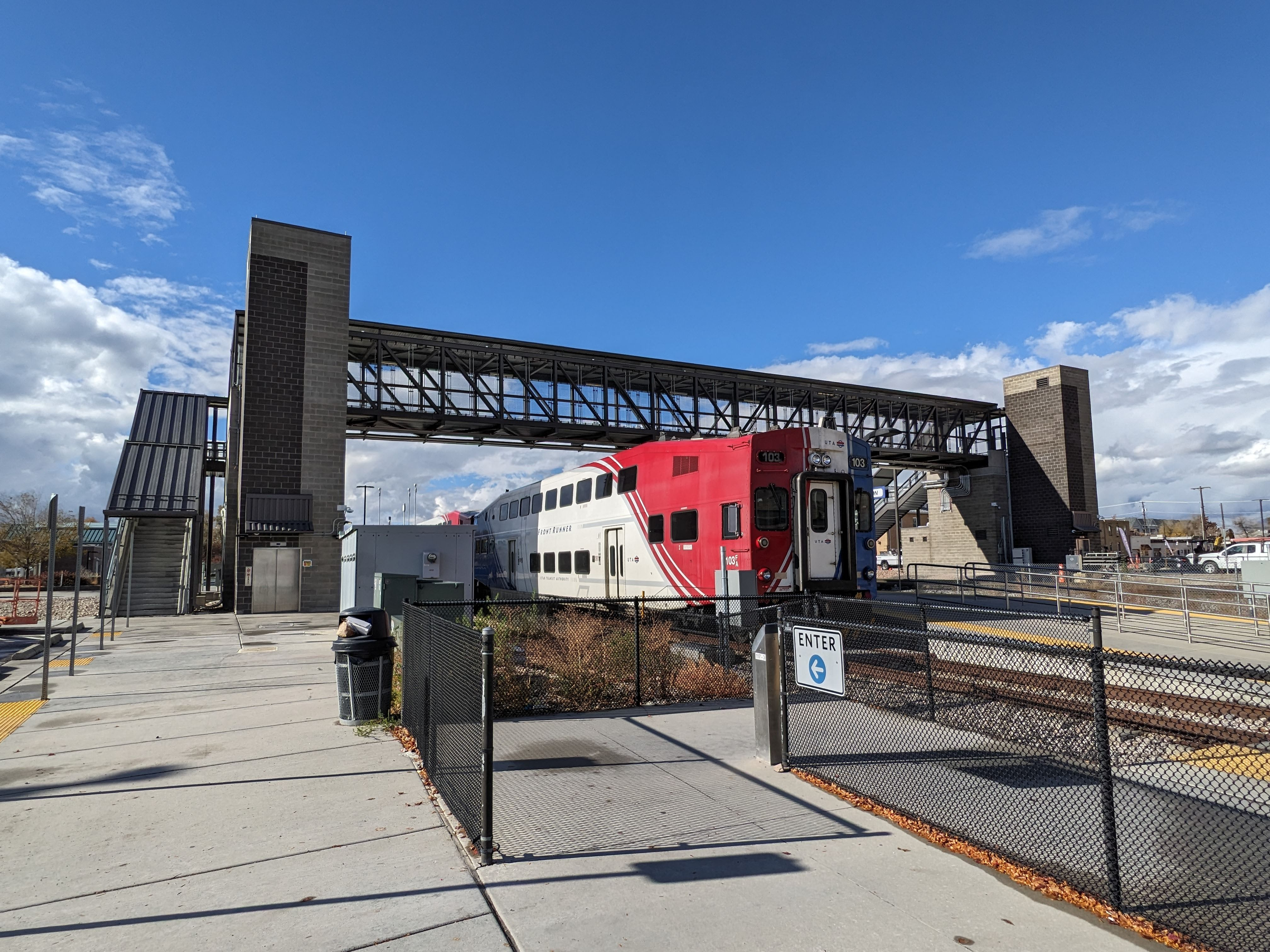
プロボ駅

プロボ駅はユタ交通公社の通勤列車「フロントランナー」の南のターミナル駅である。また、アムトラックのカリフォルニア・ゼファーも停車する。

## 人口動勢
2000年の国勢調査で、プロボは人口105,166人、29,192世帯、及び19,938家族が暮らしている。人口密度は1,024.3/km2 (2,653.2/mi2) である。295.8/km2 (766.3/mi2) の平均的な密度に30,374軒の住宅が建っている。この都市の人種的な構成は白人88.52%、アフリカン・アメリカン0.46%、先住民0.80%、アジア1.83%、太平洋諸島系0.84%、その他の人種5.10%、及び混血2.44%である。ここの人口の10.47%はヒスパニックまたはラテン系である。
この都市内の住民は22.3%が18歳未満の未成年、18歳以上24歳以下が40.2%、25歳以上44歳以下が23.2%、45歳以上64歳以下が8.6%、及び65歳以上が5.7%にわたっている。中央値年齢は23歳である。女性100人ごとに対して男性は92.6人である。18歳以上の女性100人ごとに対して男性は89.3人である。
この都市の世帯ごとの平均的な収入は34,313米ドルであり、家族ごとの平均的な収入は36,393米ドルである。男性は32,010米ドルに対して女性は20,928米ドルの平均的な収入がある。この都市の一人当たりの収入 (per capita income) は13,207米ドルである。18歳未満の14.4%及び65歳以上の4.3%を含む、家族の約12.5%及び人口の26.8%の収入は貧困線以下である。
プロボの住民はモルモン教（LDS）で占められている。